# Alapi

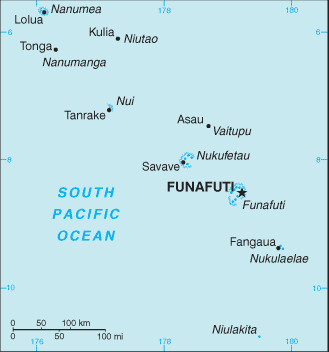
Mapa de Tuvalu.

Alapi es una pequeña ciudad del país de Tuvalu en Oceanía, dicha ciudad está situada en el islote de Fongafale. Se encuentra en la isla de Funafuti en la que está situada la capital del país. Cuenta con una población aproximada de 1024 habitantes.
- Datos: Q8193162